# Jean Lesueur
Pour les articles homonymes, voir Lesueur.
Jean Gustave Louis Lesueur, né le 24 juin 1910 à Dieppe et mort le 27 août 1969 à Ispagnac, est un joueur de tennis français des années 1930 et 1940,.
Son père était mécanicien.

## Carrière
Jean Lesueur a remporté plusieurs tournois dans les années 1930 dans des villes telles que San Remo, Menton et Santander.
Lors du tournoi de Roland-Garros en 1937, il menace de déclarer forfait au 3e tour avant son match contre Bunny Austin car il ne souhaite pas jouer sur le court central, ni en début d'après-midi. Le juge-arbitre M. Le Besnerais a alors disqualifié le joueur pour son manque de motivation et s'être présenté en retard à son match.
En 1938, il joue un match de Coupe Davis à Berlin associé à Yvon Pétra. Ils s'inclinent face Henner Henkel et Georg von Metaxa (4-6, 6-4, 2-6, 10-8, 6-4).

## Parcours dans les tournois duGrand Chelem

### En simple

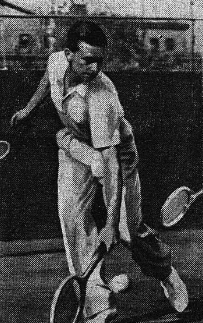
Jean Lesueur à Berlin en 1938.

| Année | Open d'Australie | Open d'Australie | Internationaux de France | Internationaux de France | Wimbledon       | Wimbledon      | US Open | US Open |
| ----- | ---------------- | ---------------- | ------------------------ | ------------------------ | --------------- | -------------- | ------- | ------- |
| 1930  | —                | —                | 2e tour (1/32)           | Edgar Moon               | —               | —              | —       | —       |
| 1931  | —                | —                | 1/8 de finale            | Benny Berthet            | 3e tour (1/16)  | John Olliff    | —       | —       |
| 1933  | —                | —                | 1er tour (1/64)          | Colin Robbins            | —               | —              | —       | —       |
| 1934  | —                | —                | 3e tour (1/16)           | H. von Artens            | 2e tour (1/32)  | Jirō Yamagishi | —       | —       |
| 1935  | —                | —                | 1er tour (1/64)          | Maxwell Bertram          | 2e tour (1/32)  | Josip Palada   | —       | —       |
| 1936  | —                | —                | 2e tour (1/32)           | Kho Sin-Khie             | 3e tour (1/16)  | Donald Budge   | —       | —       |
| 1937  | —                | —                | 1/8 de finale            | Bunny Austin             | —               | —              | —       | —       |
| 1938  | —                | —                | 3e tour (1/16)           | Josip Palada             | —               | —              | —       | —       |
| 1939  | —                | —                | 1er tour (1/32)          | P. G. De Merxem          | —               | —              | —       | —       |
| 1946  | —                | —                | 1er tour (1/32)          | Ferdinand Vrba           | 1er tour (1/64) | I. Tłoczyński  | —       | —       |
| 1949  | —                | —                | 1er tour (1/64)          | Guy Delhomme             | —               | —              | —       | —       |
| 1951  | —                | —                | 1er tour (1/64)          | Robert Haillet           | —               | —              | —       | —       |

N.B. : à droite du résultat se trouve le nom de l'ultime adversaire.